# Coffee Shop (пісня Red Hot Chili Peppers)
«Coffee Shop» — пісня американського рок-гурту Red Hot Chili Peppers, п'ятий та останній сингл з альбому One Hot Minute. Пісня була випущена лише на території Німеччини, однак, музичне відео також транслювалося в Сполучених Штатах. Для пісні було змонтовано музичне відео, в ньому звучить альбомна версія пісні поверх кадрів з концерту гурту. Як бі-сайди на синглі вийшли два концертних треки, записаних 14 травня 1996 року, в розважальному центрі Сіднея. Відео пісні доступно на офіційному сайті Red Hot Chili Peppers.
Музиканти не виконували цю пісню на своїх концертах, починаючи з 1996 року.

## Список композицій
CD-сингл (1996)
1. «Coffee Shop»
2. «Coffee Shop» (Live)
3. «Give It Away» (Live)